# Adelaide Lightning
O Adelaide Lightning é um clube profissional de basquetebol feminino australiano sediado em Adelaide, Austrália do Sul. A equipe disputa a Women's National Basketball League .

## História
Adelaide Lightning foi fundado em 1993.